# Sinners
Sinners (titulada Pecadores en Hispanoamérica y Los pecadores en España) es una película de terror gótico sobrenatural estadounidense de 2025 dirigida, escrita y producida por Ryan Coogler. Está protagonizada por Michael B. Jordan, Delroy Lindo, Jack O'Connell, Jayme Lawson, Wunmi Mosaku, Omar Benson Miller, Hailee Steinfeld, Lola Kirke y Cristian Robinson.
Coogler comenzó a desarrollar la película a través de su productora Proximity Media en enero de 2024, cuando Jordan fue elegido. Warner Bros. Pictures adquirió los derechos de distribución el mes siguiente después de una guerra de ofertas, y el casting para papeles adicionales se llevó a cabo en abril, antes del inicio de la filmación ese mes.
Se estrenó en Estados Unidos el 18 de abril de 2025.

## Premisa
"Tratando de dejar atrás sus problemáticas vidas, los hermanos gemelos Smoke y Stack (Jordan) regresan a su ciudad natal en el Missisipi de los años 30 para comenzar de nuevo, solo para descubrir que un mal aún mayor los está esperando para darles la bienvenida nuevamente".

## Argumento
En 1932, los gemelos idénticos y veteranos de la Primera Guerra Mundial Elijah ("Smoke") y Elias ("Stack") Moore regresan al Delta del Misisipi tras años trabajando para la mafia en Chicago. Con dinero robado a gánsteres, ellos compran un aserradero al terrateniente racista Hogwood para abrir un club de blues para la comunidad negra local. Su primo menor, Sammie, aspirante a guitarrista, se une a ellos a pesar de la oposición de su padre, pastor, quien les advierte que el blues es sobrenatural.
Los gemelos reclutan a más personal: el pianista Delta Slim y la cantante Pearline (de quien Sammie se enamora) como artistas, la esposa separada de Smoke, Annie, como cocinera, los comerciantes chinos locales Grace y Bo como proveedores y el trabajador de campo Cornbread como portero. Mientras tanto, Stack se reencuentra con su exnovia Mary, que se hace pasar por blanca; Mary resiente que Stack la abandonó cuando ella se fue a Chicago. Smoke y Annie discuten sobre su creencia en lo oculto, ya que Annie insiste en que sus prácticas mantuvieron a los gemelos a salvo, pero Smoke le recuerda amargamente que su hija pequeña murió de todos modos. Más tarde ellos se reencuentran teniendo relaciones sexuales. En otro lugar, el vampiro inmigrante irlandés Remmick huye de los cazadores de vampiros Choctaw y convierte violentamente a un par de miembros locales del Ku Klux Klan en vampiros.
En la noche de apertura del bar, la música de Sammie es trascendental, invocando sin querer a espíritus del pasado y del futuro para unirse a la multitud embelesada. La actuación llama la atención de Remmick, quien llega con sus secuaces, ofreciendo dinero y música para la entrada. Desconfiados, los gemelos dudan y los vampiros se retiran. Recordándoles a los gemelos que el bar necesita los ingresos, Mary se encuentra con Remmick afuera, pero es transformada. Ella regresa adentro, donde seduce a Stack y lo muerde. Smoke le dispara, pero ella sale ilesa de las balas comunes y escapa. Cornbread es atacado por Remmick y también transformado.
Al vaciarse el bar, los vampiros atacan y transforman a los clientes que se marchan, incluyendo a Bo. Stack revive como vampiro, pero Annie lo repele con jugo de ajo encurtido. Les explica a los supervivientes que solo las estacas de plata o madera pueden matar vampiros, y que no pueden entrar en un edificio a menos que sean invitados. Remmick, ahora al frente de una horda de vampiros, negocia. Elogia el talento sobrenatural de Sammie y afirma que el vampirismo ofrece inmortalidad, libertad y escape del racismo; a cambio, quiere usar las habilidades de Sammie para invocar a los espíritus de su comunidad perdida. Ellos también advierte que Hogwood, quien en secreto lidera el Klan local, planea atacarlos al amanecer. Cuando los supervivientes rechazan su oferta, Remmick y Bo confrontan a Grace, amenazando con atacar a su hija. Grace, desesperada, reta a la horda a atacar el bar, invitándolos a entrar. En la batalla subsiguiente, Grace, Annie y Delta Slim mueren. Mary, devastada por la muerte de Annie, huye del bar.
Smoke, Sammie y Pearline intentan escapar, pero Remmick y Stack les tienden una emboscada. Smoke y Stack se enfrentan en una brutal pelea, mientras que Sammie y Pearline se enfrentan a Remmick. Pearline es mordida y le ruega a Sammie que huya. Él intenta escapar en coche, pero Remmick lo detiene. En un enfrentamiento final, Sammie le estrella la guitarra en la cabeza a Remmick, antes de que Smoke llegue justo a tiempo para matarlo con una estaca. Al amanecer, la horda de vampiros estalla en llamas. Después de instar a Sammie a huir, Smoke mata a Hogwood y al Klan, pero él mismo resulta herido de muerte. Antes de morir, presencia una visión de Annie y su hija. Sammie, maltratado y afligido, regresa a la iglesia de su padre. Su padre le suplica que renuncie a la música y busque la salvación. Sammie se niega y se va con la guitarra en la mano.
Sesenta años después, Stack y Mary visitan a un Sammie anciano, ahora un célebre músico de blues en Chicago. Stack revela que Smoke lo perdonó esa noche en el bar, permitiéndole salir en libertad con la condición de que Sammie viviera en paz. La pareja le ofrece la oportunidad de alcanzar la inmortalidad, pero Sammie la rechaza. Stack le pide a Sammie que toque una canción, y Sammie accede. Después, él les dice que, aunque esa fatídica noche aún lo atormenta, hasta que se puso el sol, fue el mejor día de su vida. Stack accede, señalando que fue la última vez que vio a Smoke, la última vez que vio el sol y la única vez que se sintió verdaderamente libre.

## Reparto
- Michael B. Jordan como Elijah "Smoke" Moore/Elias "Stack" Moore
- Miles Caton como Sammie Moore
- Jack O'Connell como Remmick
- Hailee Steinfeld como Mary
- Wunmi Mosaku como Annie
- Jayme Lawson como Pearline
- Delroy Lindo como Delta Slim
- Omar Benson Miller como Cornbread
- Yao como Bo Chow
- Li Jun Li como Grace Chow
- Saul Williams como Jedidiah Moore
- Lola Kirke como Joan
- Peter Dreimanis como Bert de
- Cristian Robinson como Chris

## Producción
En enero de 2024, se informó que se estrenaría una película de género de terror sin título dirigida, escrita y producida por Ryan Coogler a través de su productora Proximity Media. Michael B. Jordan fue elegido para el papel principal. Sony Pictures, Warner Bros. Pictures y Universal Pictures estaban en una guerra de ofertas para adquirir los derechos de distribución de la película. El guion de Coogler fue descrito como una película de vampiros de género ambientada en el año 1930. El mes siguiente, se anunció que Warner Bros. ganó los derechos de distribución de la película. En abril, Jack O'Connell, Delroy Lindo, Jayme Lawson, Wunmi Mosaku, Omar Benson Miller, Hailee Steinfeld, Li Jun Li y Lola Kirke se unieron al elenco en papeles no revelados, con O'Connell interpretando al villano. En mayo, Yao, Miles Caton, Peter Dreimanis y Christian Robinson completaron el reparto. La película tuvo un presupuesto de producción estimado en 90 millones de dólares, sin incluir los gastos de marketing.

### Rodaje
La película fue rodada entre abril y julio de 2024 en diversas localidades de Luisiana, Estados Unidos, incluyendo Nueva Orleans, Donaldsonville, Labadieville y Bogalusa.
La fotografía principal comenzó el 13 de abril de 2024 en Nueva Orleans, con Autumn Durald como directora de fotografía. El rodaje se produce utilizando el título provisional “Grilled Cheese”. 
El rodaje se llevó a cabo utilizando cámaras de gran formato, específicamente IMAX 15-perf 70 mm y Ultra Panavision 70 mm, lo que permitió alternar entre relaciones de aspecto de 1.43:1 y 2.76:1 en diferentes escenas. Este enfoque técnico, junto con la decisión de filmar en película de 65 mm, contribuyó a la estética distintiva del filme.
La producción invirtió aproximadamente 67,6 millones de dólares en locaciones en Luisiana. La dirección de fotografía estuvo a cargo de Autumn Durald Arkapaw, quien previamente colaboró con Ryan Coogler en Black Panther: Wakanda Forever.
En cuanto a la música, el compositor Ludwig Göransson, colaborador habitual de Coogler, creó una banda sonora inspirada en el blues del sur de Estados Unidos. Utilizó una guitarra resonadora Dobro Cyclops de 1932, similar a la que lleva el personaje Sammie Moore en la película. Las canciones fueron grabadas en Royal Studios, en colaboración con músicos como Alvin Youngblood Hart, Cedric Burnside, Brittany Howard y Buddy Guy, quien también actúa en el filme .
La banda sonora se lanzó el 18 de abril de 2025 a través de Sony Masterworks, destacando el sencillo “Dangerous”, interpretado por Hailee Steinfeld . 

## Estreno
Sinners fue estrenada en los Estados Unidos el 18 de abril de 2025. Anteriormente estaba programado para estrenarse el 7 de marzo de 2025, pero se retrasó hasta abril (intercambiando fechas con Mickey 17) para permitir más tiempo necesario en la posproducción debido a la escasez de laboratorios de películas para el proyecto, que utiliza cámaras de película IMAX.

## Recepción

### Rendimiento de taquilla
En Estados Unidos y Canadá, se proyectaba que Sinners recaudaría entre 30 y 40 millones de dólares en 3.308 salas en su fin de semana de estreno. La película recaudó 19,2 millones de dólares en su primer día, incluidos unos 4,7 millones recaudados en los preestrenos del jueves por la noche. La película debutó recaudando 48 millones de dólares, superando las proyecciones para terminar primera en taquilla y superando a la película remanente de Warner Bros., A Minecraft Movie. La inauguración marcó el mejor comienzo para una película original desde Us de Jordan Peele (71 millones de dólares en 2019), y la primera vez que un estudio tuvo dos películas que recaudaron más de 40 millones de dólares cada una en un solo fin de semana desde 2009. Las visitas sin cita previa, sobre todo los sábados, y el boca a boca contribuyeron sustancialmente a la apertura: el 61% de los asistentes compró su entrada el mismo día.  Las proyecciones premium en gran formato e IMAX representaron el 45% de la apertura. Las encuestas a la salida del cine indicaron que el 47% de los espectadores compraron entradas por Jordan, el 40% por Coogler y el 45% por el boca a boca positivo, y que el 64% de los asistentes tenían 35 años o menos, el 46% tenía entre 25 y 34 años y el 2% era menor de 18 años. La audiencia estuvo compuesta por un 49% de negros, un 27% de caucásicos, un 14% de latinos e hispanos, un 6% de asiáticos y un 4% de nativos americanos/otros, "una fuerte participación entre diferentes grupos demográficos".   Sinners también recaudó 15,4 millones de dólares en 71 mercados internacionales, lo que suma un fin de semana de estreno global de 61 millones de dólares.
El boca a boca ayudó a Sinners a conseguir la segunda mejor recaudación del lunes para una película de terror con clasificación R, con 7,8 millones de dólares, detrás de It (8,6 millones de dólares en 2017). Terminó su primera semana por delante de los totales de siete días de The Conjuring (61,7 millones de dólares en 2013) y Get Out (49,8 millones de dólares en 2017) con 77,5 millones de dólares. Sinners superó las proyecciones del segundo fin de semana (19,2–24 millones de dólares)  para superar a los nuevos lanzamientos y encabezar la taquilla nuevamente con 45,7 millones de dólares. Su caída del 4,9% es el tercer mejor desempeño en un segundo fin de semana para una película que debutó con más de 40 millones de dólares después de Shrek (+0,3% en 2001) y Avatar (−1,8% en 2009); el segundo mejor segundo fin de semana para una película de terror con clasificación R después de It (60,1 millones de dólares); y el tercer mejor segundo fin de semana para Coogler después de Black Panther (111,6 millones de dólares en 2018) y su secuela Wakanda Forever (66,4 millones de dólares en 2022). Deadline señaló que la audiencia de la película se había ampliado, con mujeres representando el 56% de los espectadores (frente al 43% en el primer fin de semana) y los menores de 25 años representando el 34% (frente al 20%). La película también recaudó 13,5 millones de dólares en ese período en 71 mercados extranjeros, una cifra total atribuida al boca a boca y a su fuerte presencia en varios países.
Después de ceder su gran formato premium y sus pantallas IMAX a la recién llegada Thunderbolts*, Sinners logró el mejor tercer fin de semana para una película de terror con $33 millones (una caída del 28%), superando a It ($29,7 millones). Gracias a sus excelentes resultados en Latinoamérica y Europa, también recaudó 10,4 millones de dólares a nivel internacional durante el fin de semana. Los pecadores cruzaron los $200 millones a nivel nacional en su cuarto fin de semana, convirtiéndose en la primera película original en hacerlo desde Coco en 2017.

### Respuesta crítica
En el sitio web agregador de reseñas Rotten Tomatoes, el 97% de las 373 reseñas de los críticos son positivas. El consenso del sitio web dice: «Una fusión vibrante de narrativa visual magistral y música que te hará mover los pies, el primer éxito de taquilla original del guionista y director Ryan Coogler revela todo el alcance de su singular imaginación».  Metacritic, que utiliza un promedio ponderado, le asignó a la  una puntuación de 84 sobre 100, basada en 55 críticos, lo que indica «aclamación universal». El público encuestado por CinemaScore le dio a la película una calificación promedio de "A" en una escala de A+ a F (la calificación más alta para una película de terror en 35 años), mientras que los encuestados por PostTrak le dieron un puntaje positivo general del 92%, y el 84% dijo que definitivamente recomendaría la película.
Los críticos elogiaron la visión de Coogler y la cinematografía de la película; el crítico de Rolling Stone, AA Dowd, comentó que el director "se expandía y trascendía los límites de las franquicias", mientras que Wendy Ide, de The Observer, escribió que "la seguridad y la visión de Coogler son la base de todo".   Ann Hornaday, del Washington Post, destacó la "impresionante autoconciencia" de Coogler, así como las actuaciones de Jordan, Mosaku y Caton. Varios críticos sugirieron que la primera mitad de la película, más realista, era superior a los actos posteriores impulsados por lo sobrenatural. Peter Travers, de ABC News, declaró que Sinners era la mejor película estrenada hasta la fecha en 2025, escribiendo que era el "mejor y más audaz trabajo de Coogler y Jordan hasta la fecha". En una reseña más negativa, Zachary Barnes, de The Wall Street Journal, elogió la actuación de Jordan, pero escribió que Sinners no logró unificar temáticamente, argumentando que «la imaginación del Sr. Coogler sigue limitada por las convenciones del mundo de las maravillas ». Sho Baraka, de Christianity Today, señala: «Tengan en cuenta que... los temas obscenos los instruirán en prácticas que harían sonrojar a su consejero matrimonial... Sinners habla con franqueza sobre la perversión sanguinaria de la religión en Estados Unidos. Pero la misma gente de las plantaciones que sufrió la hipocresía conocía a un sanador que daba alegría [que] engendró espirituales, que a su vez dieron origen al blues». Varios críticos compararon la película con la película de acción y terror de Robert Rodriguez de 1996 , From Dusk Till Dawn. Coogler citó From Dusk Till Dawn como inspiración para la película, pero la comparó más con The Faculty, otra película de Rodríguez.
La música de Sinners fue ampliamente elogiada por los críticos, quienes destacaron su centralidad en la historia de la película. David Ehrlich, de IndieWire, escribió: «No es la primera vez que una banda sonora de Ludwig Göransson se integra inextricablemente en la textura de una película de Ryan Coogler, pero Sinners comienza con alguien hablando de un tipo de música 'tan pura que puede atravesar el velo entre la vida y la muerte, el pasado y el futuro'... y luego procede a mostrarnos exactamente cómo suena». Mae Abdulbaki, de Screen Rant, afirmó: «La música por sí sola, desde las canciones interpretadas por los personajes hasta la banda sonora de Ludwig Göransson, lleva la película a otro nivel». Amy Nicholson, de Los Angeles Times, describió la banda sonora como «fenomenal», añadiendo que es música «que nunca has escuchado y, sin embargo, parece provenir de lo más profundo de nuestra alma de la cultura pop». David Rooney, de The Hollywood Reporter, la describió como "sabrosa [...] con la banda sonora y las interpretaciones de blues fusionándose para lograr un efecto embriagador". Barnes, de The Wall Street Journal, llamó a la banda sonora de Göransson "una maravilla vibrante de interpolación que cruza géneros".

### Respuesta de la industria
Sinners fue elogiado por muchas personas en el mundo del entretenimiento, incluidos los cineastas Spike Lee y Max Hechtman, los actores Pedro Pascal y Jamie Lee Curtis, el rapero Snoop Dogg y los atletas de la NBA LeBron James, Draymond Green y Kevin Durant, todos los cuales destacaron la originalidad de la película, la cinematografía, la música y los valores de producción. Lee elogió la "magnífica maestría narrativa" de Coogler y dijo que no se había sentido así en una sala de cine. Hechtman la calificó como "la película visualmente más impactante del año hasta la fecha". Curtis la describió como "la forma de arte cinematográfico en su máxima expresión. El gran arte te hace reflexionar y querer profundizar y aprender más sobre lo que te han mostrado. Las complejidades y los detalles de la realización cinematográfica y cada decisión, desde la historia y el argumento hasta los efectos visuales y la música, permanecen en tu memoria mucho después de verla".